# Dzi
Dzí es una localidad del municipio de Tzucacab en Yucatán, México.

## Toponimia
El nombre (Dzí)  proviene del idioma maya significando escritura.

## Localización
La población de Dzí se encuentra al noroeste de la cabecera municipal Tzucacab.

## Importancia histórica
Tuvo su esplendor durante la época del auge henequenero y emitió fichas de hacienda las cuales por su diseño son de interés para los numismáticos. Dichas fichas acreditan la hacienda como propiedad de Félix Cruz.

## Demografía
Según el censo de 2005 realizado por el INEGI, la población de la localidad era de 518 habitantes, de los cuales 263 eran hombres y 255 eran mujeres.
| 92                          | 94 | 102 | 144 | 194 | 237 | 150 | 291 | 380 | ? | ? | ? | 518 |
| (Fuente: INEGI [Consultar]) |    |     |     |     |     |     |     |     |   |   |   |     |